# MSAS

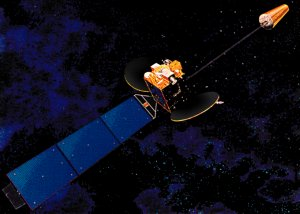
MTSAT-1 Satellit

Multi-functional Satellite Augmentation System (MSAS) ist ein Satellite Based Augmentation System und das japanische Pendant zum EGNOS-System in Europa. Das System verbessert die Genauigkeit, Integrität und Verfügbarkeit von Satellitennavigationssystemen, insbesondere GPS, für die Region Japan und den westlichen Pazifik.
MSAS steht für: MTSAT Space-based Augmentation System, wobei MTSAT für: Multifunctional Transport Satellite System steht.

## Geschichte und Entwicklung
Die Entwicklung von MSAS begann in den 1990er Jahren als Teil der japanischen Bemühungen, die Satellitennavigation für die Luftfahrt zu verbessern. Das System wurde von der Japan Meteorological Agency und dem japanischen Ministerium für Infrastruktur und Transport entwickelt und betrieben.
Am 1. August 1999 schlug der Start des ersten Satelliten MTSAT-1 fehl. Er verfehlte seinen vorberechneten Orbit.
Der Ersatzsatellit MTSAT-1R wurde am 26. Februar 2005 mit einer H-IIA-Rakete von Tanegashima aus auf eine geostationäre Umlaufbahn nahe 140° Ost gebracht. MTSAT-1 und MTSAT-1R wurden von Space Systems/Loral basierend auf Standard Loral-Satellitenbus gebaut.
MTSAT-2 (Himawari-7) wurde am 18. Februar 2006 mit einer H-IIA-Rakete erfolgreich gestartet. Er ist in einer geostationären Umlaufbahn bei 145° Ost positioniert. MTSAT-2 wurde von Mitsubishi Electric mit Unterstützung durch Boeing Satellite Systems und Alcatel Space entwickelt und gebaut.
MSAS befindet sich seit dem 27. September 2007 im operationellen Betrieb und bietet horizontale Führung für En-Route bis Non-Precision Approach.

## Systemarchitektur
Das Bodensegment besteht aus Master Control Stations (MCS), die GPS-Daten verarbeiten und Korrektursignale generieren, Ground Monitor Stations (GMS), die Informationen über GPS- und MSAS-Signale sammeln, und Uplink-Stationen, die die Korrekturdaten zu den Satelliten übertragen.
Das Weltraumsegment umfasst geostationäre Satelliten, die die Korrekturnachrichten an die Nutzer weiterleiten. Das Nutzersegment besteht aus SBAS-fähigen GPS-Empfängern, die die Korrektursignale empfangen und verarbeiten.

## MSAS-Versionen
Die erste operative Version (MSAS V1, 2007–2020) nutzte MTSAT-Satelliten mit 2 Master Control Stations und 6 Ground Monitor Stations.
Im April 2020 erfolgte mit MSAS V2 die Übernahme des Betriebs durch den geostationären Satelliten QZS-3 des Quasi-Zenit-Satelliten-Systems (QZSS). Das Bodensystem wurde vollständig erneuert mit 2 MCS, 13 GMS und 3 Uplink-Stationen. Die Leistung entspricht oder übertrifft die von MSAS V1.
MSAS V3 (2023-) zielt auf die Bereitstellung von vertikaler Führung durch LPV-Operationen (Localizer Performance with Vertical Guidance) mit zwei oder mehr geostationären Satelliten ab. Dafür ist die Entwicklung hochleistungsfähiger Ionosphären-Software für die niedrigen magnetischen Breitengrade erforderlich.
Die DFMC-Validierungsphase (MSAS V4, 2017-) unterstützt die ICAO-SARPs-Validierungsaktivitäten. Das Electronic Navigation Research Institute (ENRI) begann 2017 mit DFMC-SBAS-Experimenten unter Verwendung von QZS-2, QZS-3 und QZS-4.

## Technische Spezifikationen
MTSAT-1R ist ein japanischer Nachrichtensatellit, der zusätzlich für die Flugüberwachung und -führung eingesetzt wird. Seine Startmasse betrug 2900 kg, davon 1650 kg Treibstoff. Der Satellit liefert eine elektrische Leistung von ca. 3 kW. Die Kommunikation erfolgt zur Bodenstation im Ku- und Ka-Band. Er unterstützt den Kommunikations-Standard AMSS (Aeronautical Mobile Satellite Service). Flugzeuge können im L-Band über ihn Daten an die Bodenstation schicken und auch den Sprechfunk über ihn weiterleiten.
Seit April 2020 nutzt MSAS den QZS-3-Satelliten des Quasi-Zenit-Satelliten-Systems für die Übertragung der SBAS-Signale. Die PRN-Nummern 129 und 137 wurden von MTSAT auf QZS-3 übertragen, während PRN 187 für Testbetrieb verwendet wird.

## Anwendungen und Dienste
MSAS unterstützt verschiedene Flugphasen: En-Route Navigation mit verbesserter Genauigkeit für die Streckennavigation, Terminal Area Navigation für präzise Navigation in Flughafennähe, Non-Precision Approach für horizontale Führung bei Anflugverfahren und LPV-Verfahren. Seit 2023 werden LPV250-Testoperationen an 14 Flughäfen in Japan durchgeführt, mit geplanter Erweiterung auf LPV200.
Das System verbessert auch die Positionsgenauigkeit für die Schifffahrt in japanischen Gewässern und ermöglicht präzise Navigation durch enge Kanäle und stark befahrene Wasserwege. Für landbasierte Anwendungen unterstützt MSAS Vermessung, Kartierung und Geodäsie mit zentimetergenauer Positionierung durch Real-Time Kinematik (RTK) Technologie.

## Abdeckungsgebiet

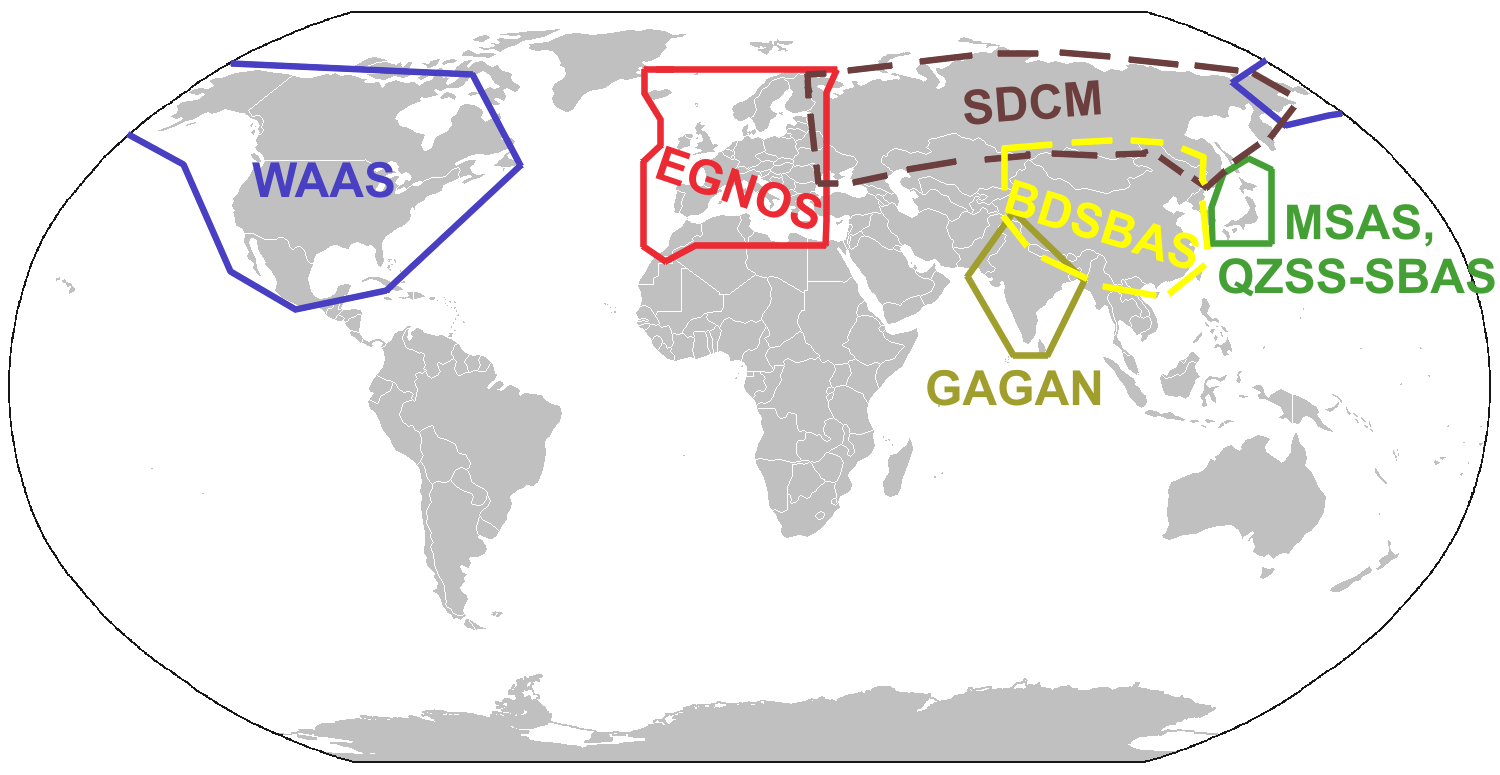
Abdeckungsgebiete der weltweiten SBAS-Systeme

MSAS deckt die Region Asien-Ozeanien ab, mit einem Servicegebiet, das sich vom Indischen Ozean bis zum westlichen Pazifik erstreckt, einschließlich Japan, Südkorea, Taiwan und Teile Südostasiens. Das System bietet Abdeckung für mehr als 200 Flughäfen in der Region, davon 56 in Japan.

## Interoperabilität
MSAS ist interoperabel mit anderen SBAS-Systemen wie dem Wide Area Augmentation System (WAAS) in den Vereinigten Staaten und EGNOS in Europa. Dies ermöglicht nahtlose Navigation und Positionierungsdienste für Nutzer, die in verschiedenen Regionen operieren.

## Zukunftspläne
Japan plant die Erweiterung des QZSS von derzeit vier auf sieben Satelliten bis 2025, mit einer weiteren Expansion auf elf Satelliten bis Ende der 2030er Jahre. Diese Erweiterung wird die Stabilität und Zuverlässigkeit von MSAS als kritische Infrastruktur verbessern.
Die Entwicklung von DFMC-MSAS wird die Nutzung mehrerer Satellitenkonstellationen (GPS, Galileo, BeiDou) und Dual-Frequency-Signale ermöglichen, was die Genauigkeit und Robustheit des Systems erheblich verbessern wird.